# Paris-Auxerre
Paris-Auxerre est une course cycliste française qui se déroule entre Varennes-sur-Seine et Auxerre en période estivale. Créée en 1898, elle est organisée par le CSM Puteaux. 
Cette épreuve fait partie du calendrier de la Fédération française de cyclisme en catégorie élite nationale.

## Présentation
En 1898, on peut noter la septième place du jeune local sénonais de quinze ans et futur professionnel Lucien Pothier. 
Dès 1969, le CSM Puteaux reprend l'organisation de la course qui se déroule au mois de juillet. En 2014, le CSM Puteaux se désengage ce qui a pour conséquence un départ de la ville de Villeneuve-la-Guyard. Par conséquent, la course est renommée "Villeneuve-la-Guyard - Auxerre".
La course fait 167 kilomètres. En 1970, la course passe à 234 kilomètres. La dernière en date, remonte au 5 juillet 2014, gagnée par l'Auxerrois et futur professionnel Jérémy Maison. L'édition 2015, prévue initialement le 8 août 2015, est annulée en raison d'un contexte économique défavorable.
Des coureurs cyclistes réputés tels que Cédric Vasseur, Christophe Agnolutto, Samuel Dumoulin ou Fränk Schleck ont participé à l'épreuve par le passé.

## Palmarès
| Année | Vainqueur             | Deuxième            | Troisième             |
| ----- | --------------------- | ------------------- | --------------------- |
| 1898  | Claude Chapperon      | Albert Hote         | le tandem Remy-Chanut |
| 1908  | Octave Lapize         | Bonnet              | Léon Vallotton        |
| 1925  | Ludovic Feuillet      | Sadi Leport         | Jean Lasbordes        |
| 1929  | Louis Thiétard        | Maurice Perrin      | Jarousse              |
| 1930  | François Moreels      | Georges Speicher    | W. de Haas            |
| 1948  | Robert Renoncé        | Galliano Pividori   | Oscar Lebœuf          |
| 1949  | Jean Bulle            | Anzio Mariotti      | Lucien Verdier        |
| 1950  | Serge Kreher          | Eugène Grenier      | Maurice Bardinat      |
| 1951  | Marcel Thomas         | Marcello Valdisolo  | Roger Gauvrit         |
| 1953  | Marcel Galois         | Amédée Garel        | Jacques Petitjean     |
| 1954  | Georges Avignon       | Georges Roux        | Marcel Galois         |
| 1955  | Marcel Galois         | Antoine Frankowsky  | Julien Quemener       |
| 1956  | Jacques Roca          | Georges Avignon     |                       |
| 1957  | Pierre Moreels        | Christian Riou      | Camille Le Menn       |
| 1958  | Arnaud Geyre          | Fernand Lamy        | Claude Valdois        |
| 1969  | Gérard Comby          | …                   | …                     |
| 1970  | Yves Hézard           | Alain Bellouis      | Jean-Claude Meunier   |
| 1971  | André Corbeau         | Guy Sibille         | Michel Demore         |
| 1972  | Claude Aiguesparses   | Régis Ovion         | Bernard Croyet        |
| 1973  | Michel Mameli         | Jean-Paul Richard   | Alain Miroglio        |
| 1974  | Jean Chassang         | Régis Pinard        | Serge Beucherie       |
| 1975  | Christian Schoumacker | Michel Herbault     | Patrice Blanchardon   |
| 1976  | Dino Bertolo          | Jacques Dumortier   | Jacques Desportes     |
| 1977  | Alain Bizet           | Jacques Moron       | Jean-Jacques Philipp  |
| 1978  | Daniel Ceulemans      | Gérard Le Dain      | Bernard Stoessel      |
| 1979  | Jacques Desportes     | Sylvain Desfeux     | Philippe Bodier       |
| 1980  | Pascal Guyot          | Michel Duffour      | Joseph Morel          |
| 1981  | Philippe Chevallier   | Étienne Néant       | Éric Rekkas           |
| 1982  | Marceau Pilon         | Patrick Le Droff    | Jean-Raymond Toso     |
| 1983  | Philippe Bouvatier    | Bruno Huger         | Antoine Pétrel        |
| 1984  | Éric Rekkas           | Stéphane Henriet    | Éric Guillot          |
| 1985  | Thierry Casas         | Jean-Paul Garde     | Bruno Huger           |
| 1986  | Tadeusz Krawczyk      | Patrick Hosotte     | Christophe Manin      |
| 1987  | Claude Carlin         | Fabrice Philipot    | Christophe Manin      |
| 1988  | Thierry Laurent       | Greg Oravetz        | Jean-Paul Garde       |
| 1989  | José Marques          | Jacky Durand        | Henryk Charucki (pl)  |
| 1990  | Ric Reid              | Olaf Lurvik         | Marcel Kaikinger      |
| 1991  | Marc Freze            | Philippe Trastour   | Toivo Reinov          |
| 1992  | Gilles Maignan        | Raido Kodanipork    | Pascal Hervé          |
| 1993  | Cédric Vasseur        | Jimmy Delbove       | Sylvain Bolay         |
| 1994  | Benoît Salmon         | Gil Besseyre        | Nicolas Jalabert      |
| 1995  | Christophe Agnolutto  | Didier Jannel       | Benoît Farama         |
| 1996  | Paul Esposti (en)     | Stéphane Barthe     | Éric Larue            |
| 1997  | Vincent Klaes         | Franck Ramel        | Jérôme Delbove        |
| 1998  | Carlo Meneghetti      | David Orcel         | Francis Roger         |
| 1999  | Franck Renier         | Jérôme Gannat       | Pascal Galtier        |
| 2000  | Frédéric Lecrosnier   | Franck Havidic      | Laurent Chotard       |
| 2001  | Samuel Dumoulin       | Mickaël Leveau      | Lionel Lorgeou        |
| 2002  | Cédric Célarier       | Franck Champeymont  | Fränk Schleck         |
| 2003  | John Nilsson          | Benoît Luminet      | Nicolas Reynaud       |
| 2004  | Charles Guilbert      | Alexandre Grux      | Vladimir Koev         |
| 2005  | Cédric Jeanroch       | Maxim Gourov        | Benoît Luminet        |
| 2006  | Benoît Luminet        | Clément Lhotellerie | Paweł Wachnik         |
| 2007  | Thomas Bouteille      | Aurélien Duval      | Mateusz Taciak        |
| 2008  | Jérémie Dérangère     | Benoît Luminet      | Thomas Nosari         |
| 2009  | annulé                | annulé              | annulé                |
| 2010  | Benoît Luminet        | Mark O'Brien        | Loïc Herbreteau       |
| 2011  | Olivier Lefrançois    | Freddy Bichot       | Romain Lejeune        |
| 2012  | Romain Delalot        | Antoine Gorichon    | Alexandre Aulas       |
| 2013  | Melvin Rullière       | Erwan Brenterch     | Benjamin Cantournet   |
| 2014  | Jérémy Maison         | Erwan Téguel        | Édouard Lauber        |

## Plus titrés
- Marcel Gallois, VCA Vélo-Club Auxerre (89), vainqueur en 1953 et 1955[3] (3e en 1954)
- Benoît Luminet, vainqueur en 2006 et 2010 (2e en 2003 et 2008, 3e en 2005)
- Georges Avignon, vainqueur en 1954 et 2e en 1956
- Christophe Manin, 3e en 1986 et 1987
- Jean-Paul Garde, 2e en 1985 et 3e en 1988